# John McCausland
John McCausland (1735 – Cork, 1804) è stato un politico irlandese.

## Biografia
Fedele rappresentante istituzionale ed organizzativo della contea di Donegal, è morto nel 1804, a 69 anni dei quali 37 da parlamentare nazionale, dopo essersi battuto con successo per la rivendicazione di maggiori diritti agli irlandesi del sud.